# Lasionycta subfumosa
Lasionycta subfumosa är en fjärilsart som beskrevs av Gibson 1920. Lasionycta subfumosa ingår i släktet Lasionycta och familjen nattflyn. Inga underarter finns listade i Catalogue of Life.

## Bildgalleri

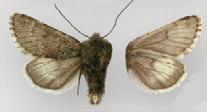